# The Golden Years
A The Golden Years a brit Motörhead zenekar 1980-ban megjelent első hivatalos koncert kiadványa. Négy dalt tartalmaz, melyeket a Bomber album lemezbemutató turnéjának egyik állomásán, a Lochem Pop Festivalon vettek fel.
Viccnek szántam a kiadónál, hogy legyen a címe The Golden Years - később kiderült, hogy tényleg azok voltak az aranyidők (azt hiszem, hogy valahogy sejtettem, de tényleg). A dalokat meglehetősen rosszul rögzítették, de a lemez felkerült a listákra.
Az EP a brit lemezeladási listán a 8. helyig jutott megjelenésekor. A Bomber album 1996-ban kiadott CD változatán mind a négy felvétel megtalálható bónuszként.

## Az album dalai
1. "Leaving Here" [Live] (Holland, Dozier, Holland) – 3:02
2. "Stone Dead Forever" [Live] (Kilmister, Clarke, Taylor) – 5:20
3. "Dead Men Tell No Tales" [Live] (Kilmister, Clarke, Taylor) – 2:54
4. "Too Late Too Late" [Live] (Kilmister, Clarke, Taylor) – 3:21

## Közreműködők
- Ian 'Lemmy' Kilmister – basszusgitár, ének
- 'Fast' Eddie Clark – gitár
- Phil 'Philthy Animal' Taylor – dobok